# Кам (Верхний Пфальц)
Кам (нем. Cham) — город и городская община в Германии, районный центр, расположен в земле Бавария.
Подчинён административному округу Верхний Пфальц. Входит в состав района Кам. Население составляет 16 975 человек (на 31 декабря 2010 года). Занимает площадь 80,67 км². Официальный код — 09 3 72 116.
Город подразделяется на 53 городских района.

## Население
По оценке на 31 декабря 2015 года население общины Кам составляет 16 529 чел. 

| Дата      | 1840 | 1871 | 1900 | 1925 | 1939  | 1950  | 1961  | 1970  | 1987  | 2011  |
| --------- | ---- | ---- | ---- | ---- | ----- | ----- | ----- | ----- | ----- | ----- |
| Население | 6310 | 7089 | 9106 | 9964 | 11088 | 15585 | 15285 | 17115 | 16692 | 16488 |

| Год       | 1960  | 1970  | 1980  | 1990  | 2000  | 2009  | 2010  | 2011  | 2012  | 2013  | 2014  | 2015  |
| --------- | ----- | ----- | ----- | ----- | ----- | ----- | ----- | ----- | ----- | ----- | ----- | ----- |
| Население | 15157 | 17141 | 16483 | 17144 | 17275 | 17013 | 16975 | 16451 | 16480 | 16433 | 16508 | 16529 |

## Фотогалерея

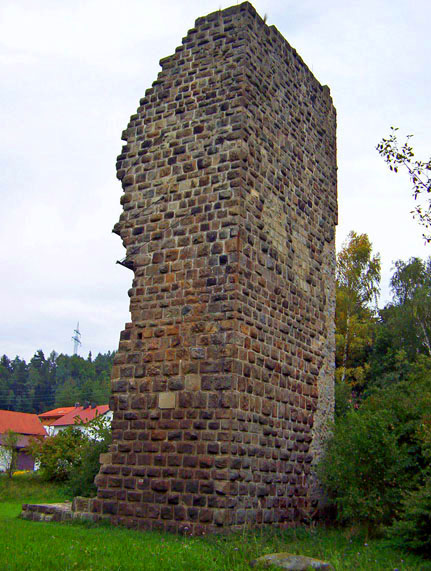
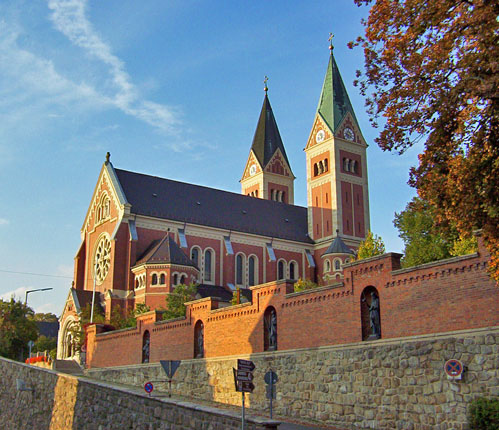
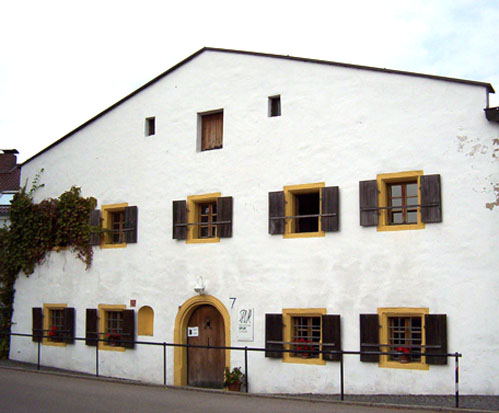
Музей